# 夕張鉄道キハ200形気動車

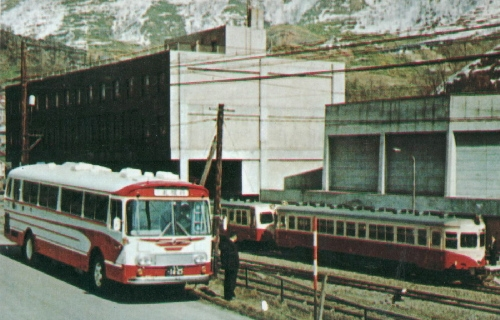
夕張鉄道キハ200形気動車（右側の車両）

夕張鉄道キハ200形気動車（ゆうばりてつどうキハ200がたきどうしゃ）はかつて夕張鉄道で使用されていた気動車である。

## 概要
1952年新潟鉄工所製の機械式半鋼製2軸ボギー車。国鉄キハ07形気動車とほぼ同一設計で、キハ201・202の2両が導入された。「ヂーゼル動車増備理由書」によれば石炭価格の高騰への対策として購入されたもので、2両で2,760万円の予定であった。

## 仕様
本形式が竣工した1952年5月は、戦後製キハ07が同年9月に登場する直前で、なおかつ戦前製キハ07のDMH17化改造が同年3月に完了した直後の時期であった。このことから本形式は戦前製キハ07と戦後製キハ07の両方の特徴を持ち、独自設計も採り入れた車両となっている。
外部塗色は当初は含めて下半分青・上半分クリーム・屋根灰色であったが、後に下半分が茶色で正面が金太郎塗り、上半分と正面の屋根部分がクリームとなり、そのさらに後には茶色部分を濃赤色に変更している。室内はクリーム色で、転換クロスシートはこげ茶色であった。
導入後も改造を受けながら使用され、1957年には機関と変速機の間に流体継手を追加している。その後、機関をDMH17Cに換装、1960年には暖房を温水及び排気暖房からウエバスト式暖房2基（床下搭載）に変更、さらに1966年には同じく暖房装置を交換し、ウエバスト式暖房を17000kcal/hのもの2基に増強している。
車体関連の改造では、車体正面裾部に小さなスカートを設置、1960年には側面中央の扉を埋めて2扉化するとともに室内をセミクロスシートからキハ251形と同様のビニールクロス張りの転換クロスシート（動台車側一部のみロングシート）に変更、スカートの撤去をしている。さらに、その後には開閉窓のアルミサッシ化と固定窓のHゴム支持化、タイフォンの正面中央窓上への移設、扉のプレスドア化がなされている。

### キハ07形との差異
- 前面が4枚窓である（キハ07は6枚窓）
- 連結器が並形自動連結器（柴田式座付）（キハ07は簡易式連結器）
- 屋根上のベンチレーターがガーランド式一列（キハ07はハーフのガーランド式2列）
- 座席数が異なる（転換クロスシート改造前、クロスシートがドア間2ブロックと少ない）
- 屋根が張上屋根風でドア部分のみ水切り付である（戦後製キハ07は雨トイ付き、戦前製は鋼板屋根をリベット止め）
- 扉が木製（戦後製キハ07はプレスドア、戦前製は木製ドア）
- 車輪がスポーク車輪（戦後製キハ07はプレート車輪、戦前製はスポーク車輪）
- 前照灯が外付け式（戦後製キハ07は埋込式、戦前製は外付け式）

### 主要諸元
- 最大寸法：全長20120mm、全幅2725mm、全高3690mm
- 自重：26.5t　（改造後）27.4t
- 定員（製造時）：140名（座席64名）  （改造後）：112名（座席68名） （114人（座席74人）の資料もあり）
- 走行装置
  - 機関（製造時）：新潟LHX8形（DMH17と同型）、水冷4サイクル・渦流室式ディーゼル機関、直列8気筒/排気量16.98リットル、定格出力150PS/1500rpm（トルク85kgm、燃料消費195g/PS/h）、最大出力200PS/2000rpm
  - 機関（更新後）：DMH17C、水冷4サイクル・予燃焼室式ディーゼル機関、直列8気筒/排気量17.3リットル、定格出力180PS/1600rpm
  - 変速機：機械式4段手動変速（変速比はキハ07と同一の1速：5.444、2速：3.051、3速：1.784、4速：1.000、逆転機:2.976）
  - 流体継手：新潟21HUC形（1957年追加改造）
- 台車：TR29形菱枠式1軸駆動台車

## 沿革
- 1952年4月23日 設計認可
- 1952年5月20日 竣工
  - 1952年8月～1953年1月の運行成績を検証したところ、1kmあたりの運転経費は74銭で、蒸気機関車牽引列車の1円54銭に比して半減以下という好成績を示したという[2]
- 1957年7月30日 流体継手追加改造竣工
- 1960年4月20日 2扉化・座席変更改造竣工
- 1966年3月9日 暖房器変更改造竣工
- 1974年4月1日 野幌駅 - 栗山駅間の旅客営業休止にともない夕張鉄道での使用終了

## 運用
夕張鉄道では野幌 - 夕張本町間の旅客列車に単行 - 4両編成で使用された。気動車のみの単行、2両編成のほか、客車改造の付随車（初期には改造前の客車も牽引している）を牽引したDTもしくはDDT編成を組んだが、栗山 - 夕張本町間では勾配での牽引力の関係でDDTとしていた。また、後にキハ300形やキハ252・253のDTD編成に増結してDTDDで編成を組んだこともある。
1974年の夕張鉄道線の北海道炭礦汽船への経営譲渡に伴う旅客営業休止により用途を失い、キハ202は翌1975年に岩手開発鉄道に譲渡され、キハ201の部品と組み合わせて同社のキハ300形301となった。
岩手開発鉄道では中央の扉を閉鎖したまま2扉車として使用された。同社日頃市線ではキハ202に比べて大型であったが、機械式であることもあってもとより予備車的な扱いであり、キハ202の検査時以外は暖房装備が充実していることから厳冬期に若干使用される程度であった。
1992年に岩手開発鉄道の旅客輸送が廃止されると再び用途を失い、個人に売却されたものの引き渡されることはなく、2001年7月に解体された。